# کارسک
کارسک (همچنین کاسک نیز نامیده می‌شود) کوکتلی نروژی و سوئدی (از منطقه تروندلاگ) است که حاوی قهوه همراه با مون‌شاین و گاهی یک قاشق شکر است (علاقه مندان اغلب مون‌شاین را منحصراً به عنوان یک جزء اضافه شده مناسب می‌دانند، زیرا طعم ذاتی مانند مشروبات الکلی طعم ذاتی سایرین ندارد). به‌صورت گسترده‌تر، می‌توان این نوشیدنی را در سایر نقاط اسکاندیناوی نیز یافت.

## ریشه‌شناسی
کلمه کارسک از صفت نورس قدیم karskr گرفته شده است که به معنای سالم، نیرومند یا چابک است.